# Fissarcturus hirticornis
Fissarcturus hirticornis is een pissebed uit de familie Antarcturidae. De wetenschappelijke naam van de soort werd voor het eerst gepubliceerd in 1926 door de Franse geleerde Théodore Monod als Fissarcturus hirticornis Monod. Later werd dit achtervoegsel weggelaten. De Fissarcturus hirticornis maakt deel uit van de onderorde van Valvifera en behoort daarmee tot de mariene pissebedden.